# Ottheinrichsbau

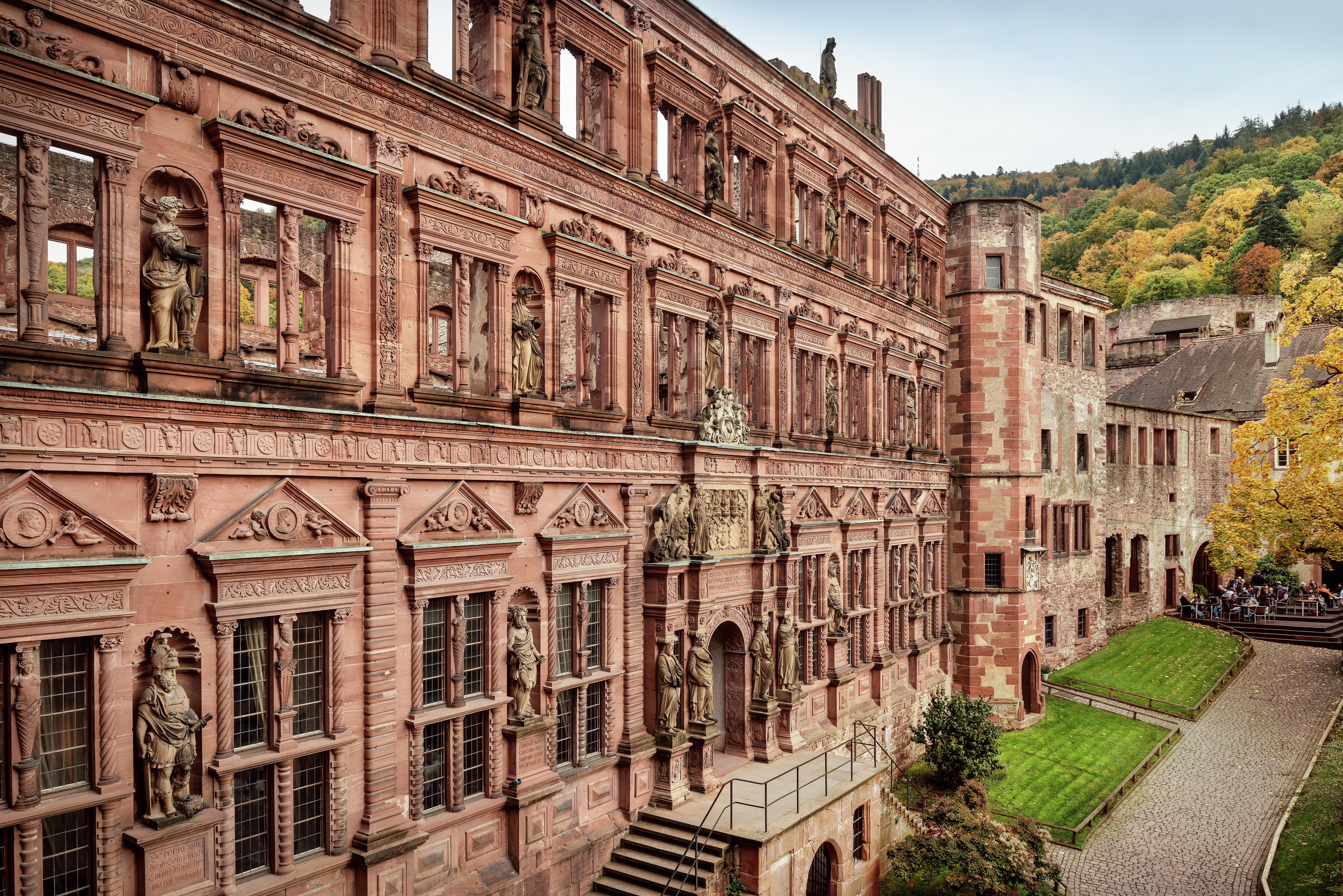
Fassade des Ottheinrichsbaus, rechts im Bild der Ökonomietrakt des Heidelberger Schlosses

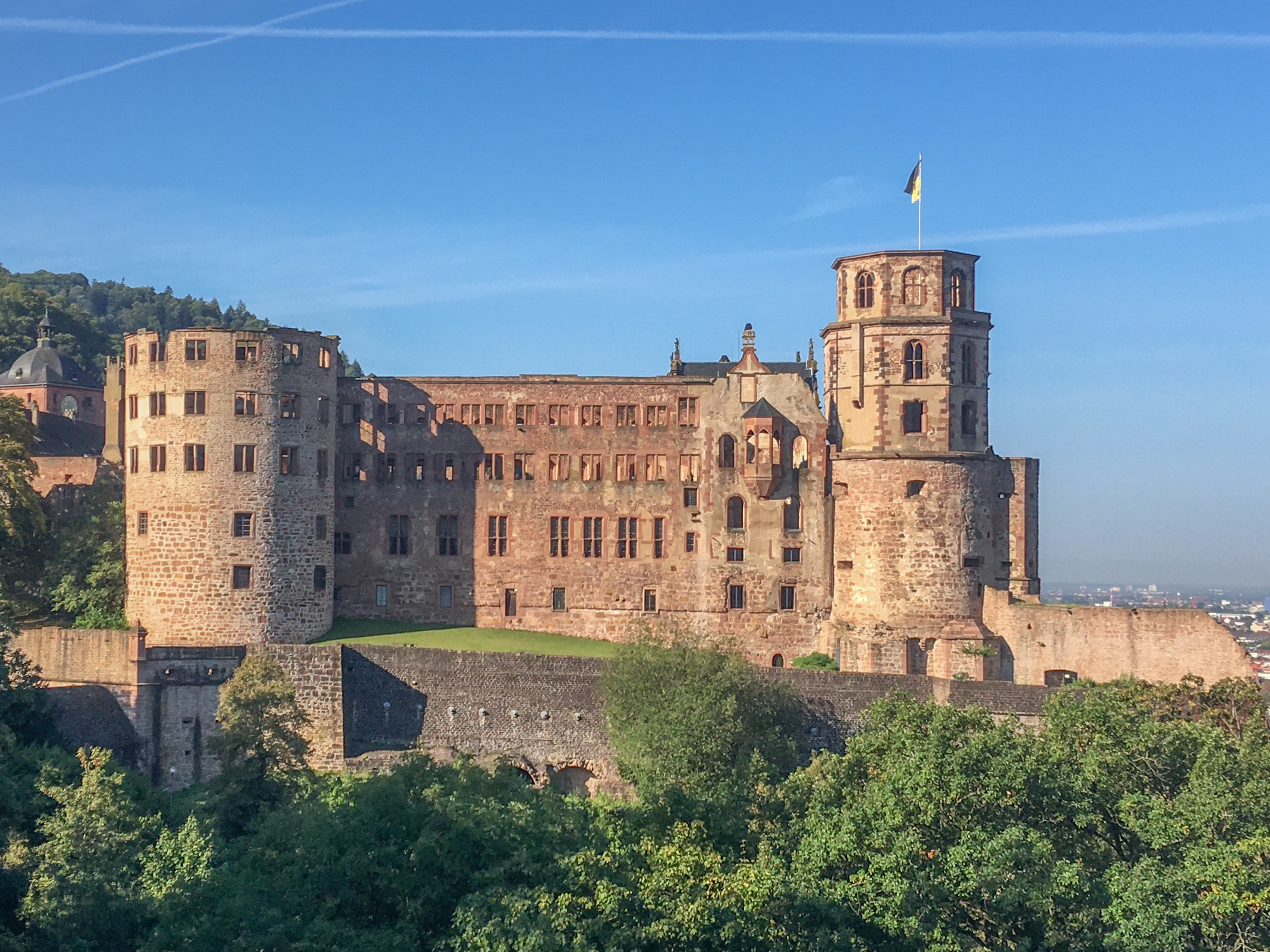
Nordostfassade des Heidelberger Schlosses mit (von links nach rechts) Apothekerturm, Ottheinrichsbau, Gläsernem Saalbau und Glockenturm

Der Ottheinrichsbau ist ein Palastbau auf dem Heidelberger Schloss, dessen Errichtung Mitte des 16. Jahrhunderts durch den namensgebenden pfälzischen Kurfürsten Ottheinrich veranlasst wurde. Wie das restliche Schloss wurde er 1689 und 1693 durch französische Truppen stark beschädigt und nach einer zwischenzeitlichen Teilrestaurierung 1764 vollständig aufgegeben. Heute gilt er als einer der bedeutendsten Bauten des Manierismus oder auch der Renaissance insgesamt in Deutschland. Teile des Ottheinrichsbaus beherbergen das Deutsche Apotheken-Museum.

## Geschichte
Der Ottheinrichsbau wurde unter Ottheinrich erbaut, nachdem dieser 1556 Kurfürst geworden war und in seiner nur dreijährigen Regierungszeit insbesondere den Protestantismus in der Kurpfalz einführte und die Wissenschaft förderte. Da das Schlossareal zu dieser Zeit bereits relativ eng mit Gebäuden ausgefüllt war, musste der Ottheinrichsbau zwischen die bestehenden Paläste eingepasst werden, wobei der Nordbau des nur wenig älteren Ludwigsbaus komplett abgerissen und überbaut wurde. Der Architekt der durch Steinmetzarbeiten aufwändig geschmückten Fassade auf der Hofseite ist bislang unbekannt. Die wichtigste Quelle für diese Frage ist eine Urkunde vom 7. März 1558, die in einer etwa 50 Jahre später entstandenen Kopie erhalten ist und in der unter anderem ein „Anthonj Bildthawer“, also ein „Bildhauer Anthoni“ genannt wird. Alfred Peltzer vermutete aufgrund dessen den italienischen Architekten Antonio Fazuni als Urheber, andere Theorien vermuten als Baumeister den Nürnberger Peter Flötner oder den Amberger Heinrich Gut. Als zweiter Baumeister war Caspar Vischer am Ottheinrichsbau beteiligt. Die Bauskulptur der monumentalen Figuren an der Fassade und die Türgestelle im Inneren des Hauptgeschosses lassen sich dagegen dank der Urkunde von 1558 eindeutig einem Künstler zuweisen: Sie wurden ab 1558 von dem Niederländer Alexander Colin aus Mechelen und seiner Werkstatt gefertigt, der anschließend für die Habsburger in Innsbruck arbeitete.
Für den Ottheinrichsbau wurden ältere Bauten teilweise verdeckt (Gläserner Saalbau) oder abgerissen (nördliche Hälfte des Ludwigsbaues). Im Osten ruht der Bau auf den Fundamenten älterer Gebäude und auf der äußeren Wehrmauer. Der Übergang zum Gläsernen Saalbau hat zu der Vermutung geführt, der spätere Ottheinrichsbau sei schon von Ottheinrichs Vorgänger Friedrich II. geplant gewesen, da die Fassadenabschnitte des Gläsernen Saalbaus, die später durch den Ottheinrichsbau verdeckt wurden, von vornherein ohne Fassadenschmuck ausgeführt wurden, also anscheinend von Anfang an nicht dauerhaft zu sehen sein sollten.
Als Ottheinrich 1559 starb, war der Bau noch nicht völlig fertiggestellt. Frühere Abbildungen (in Matthäus Merians Kurpfälzisches Skizzenbuch) zeigen, dass der Ottheinrichsbau vor dem Dreißigjährigen Krieg zwei überdimensionierte Doppelgiebel erhalten hatte, die mit der horizontalen Gliederung des Baues, der sich wesentlich an italienischen Vorbildern der Frührenaissance orientierte, schlecht harmonierten. Dies war offenbar auf einen von Kurfürst Friedrich III. veranlassten Planwechsel zurückzuführen und nicht in der ursprünglichen Bauplanung vorgesehen. Unter Karl Ludwig erhielt der Ottheinrichsbau nach dem Dreißigjährigen Krieg eine neue Bedachung, die riesigen Doppelgiebel verschwanden.
Nachdem das Schloss während des Pfälzischen Erbfolgekrieges durch die französischen Truppen zweifach zerstört und nach einigen Teilreparaturen durch einen Blitzschlag im Jahr 1764 noch weiter beschädigt worden war, gab die Kurfürstenfamilie Heidelberg als Residenz auf und der Ottheinrichsbau wurde wie der Rest des Schlosses dem Verfall überlassen. Dies änderte sich jedoch bereits ab dem frühen 19. Jahrhundert durch das Interesse zunächst der Romantiker, später auch der Kunsthistoriker an der Ruine. Als eines der architektonischen Glanzstücke des Schlosses stand der Ottheinrichsbau daher im Fokus des Tourismus, der ab dem 20. Jahrhundert zu einem Anschwellen der Besucherströme führte. Ab 1897 waren für einige Jahre die archäologischen und kunstgeschichtlichen Sammlungen der Stadt Heidelberg, die zu großen Teilen auf Charles de Graimberg zurückgingen, im Ottheinrichsbau eingelagert, da in der Stadt keine adäquaten Ausstellungsräume aufzutreiben waren. Seit 1957 befindet sich im Untergeschoss des Ottheinrichsbaus das Deutsche Apotheken-Museum; weitere Räume in den restlichen Etagen werden gelegentlich für Sonderausstellungen genutzt.

## Architektur

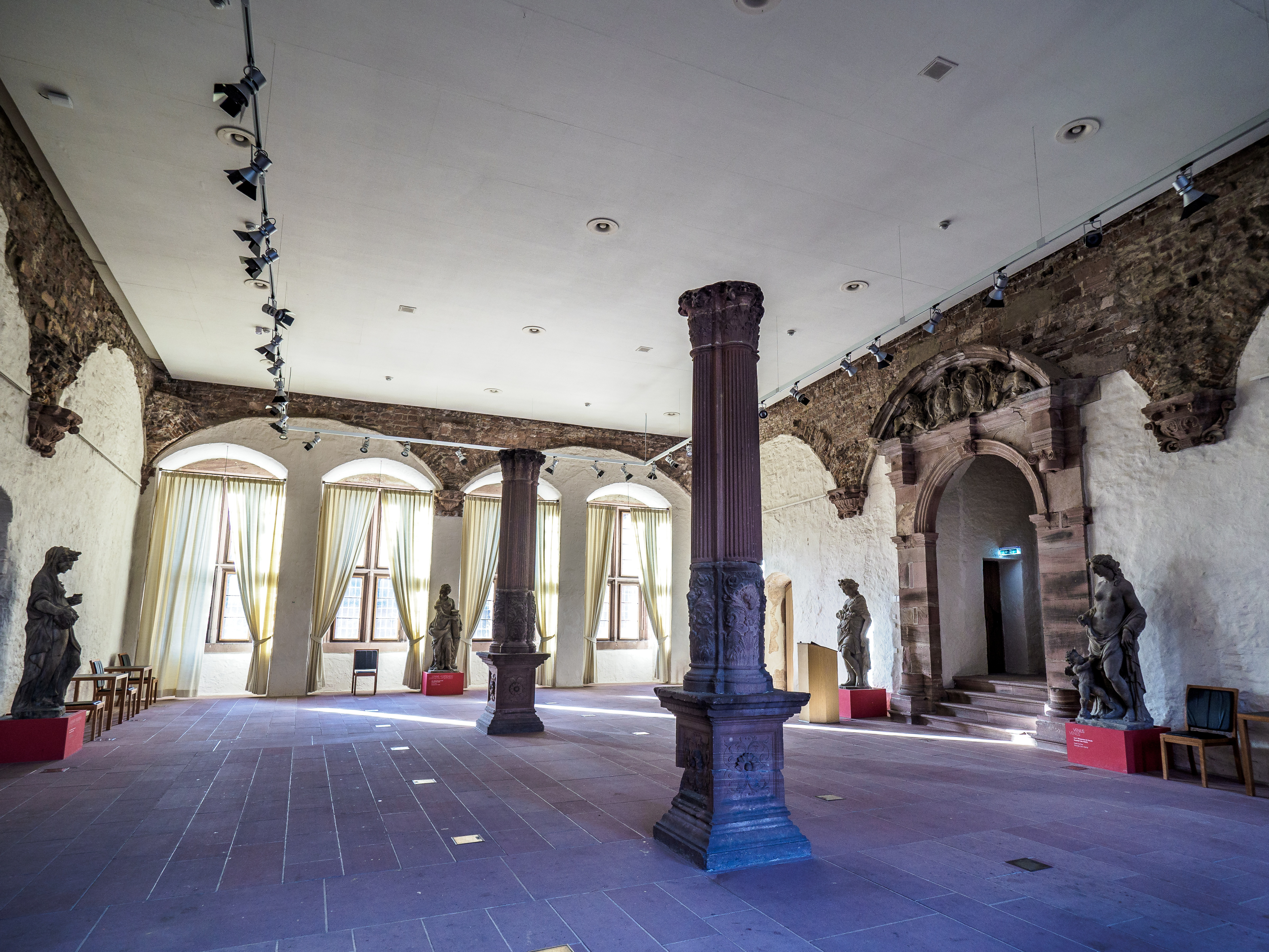
Kaisersaal im Ottheinrichsbau

Der Ottheinrichsbau besteht wie große Teile des Heidelberger Schlosses aus dem in der Region anstehenden Neckartäler Sandstein. Die Architektur ist stark auf eine repräsentative Wirkung ausgerichtet und vereint oberitalienische, niederländische und französische Einflüsse. Ein hoher Sockel sorgt dafür, dass sich die dreigeschossige Schaufassade zum Schlossinnenhof hin in einer erhöhten Position befindet; die Fassade selbst ist geschossweise und sehr regelmäßig nach antiken Bauprinzipien gegliedert. Bestimmendes Element sind die hohen Fenster, die immer paarweise durch einen Architrav abgedeckt sind und zwischen denen sich in Nischen eingestellte große Statuen befinden. Diese 16 allegorischen Figuren symbolisieren das Regierungsprogramm des Kurfürsten.
Im Inneren ist vor allem das Erdgeschoss mit der ehemaligen Wohnung von Ottheinrich sehenswert. Hier sind die ornamentierten Türgestelle von bedeutender künstlerischer Qualität. Neben den Wohnräumen umfasst der Ottheinrichsbau einen Audienzraum sowie einen Festsaal, der in Erinnerung an einen Aufenthalt des Kaisers Maximilian II. 1570 auch als Kaisersaal bezeichnet wird.
Architekturgeschichtlich war der Ottheinrichsbau von großer Bedeutung für die Vermittlung der Architekturformen der italienischen Renaissance nach Deutschland.

## Figurenprogramm

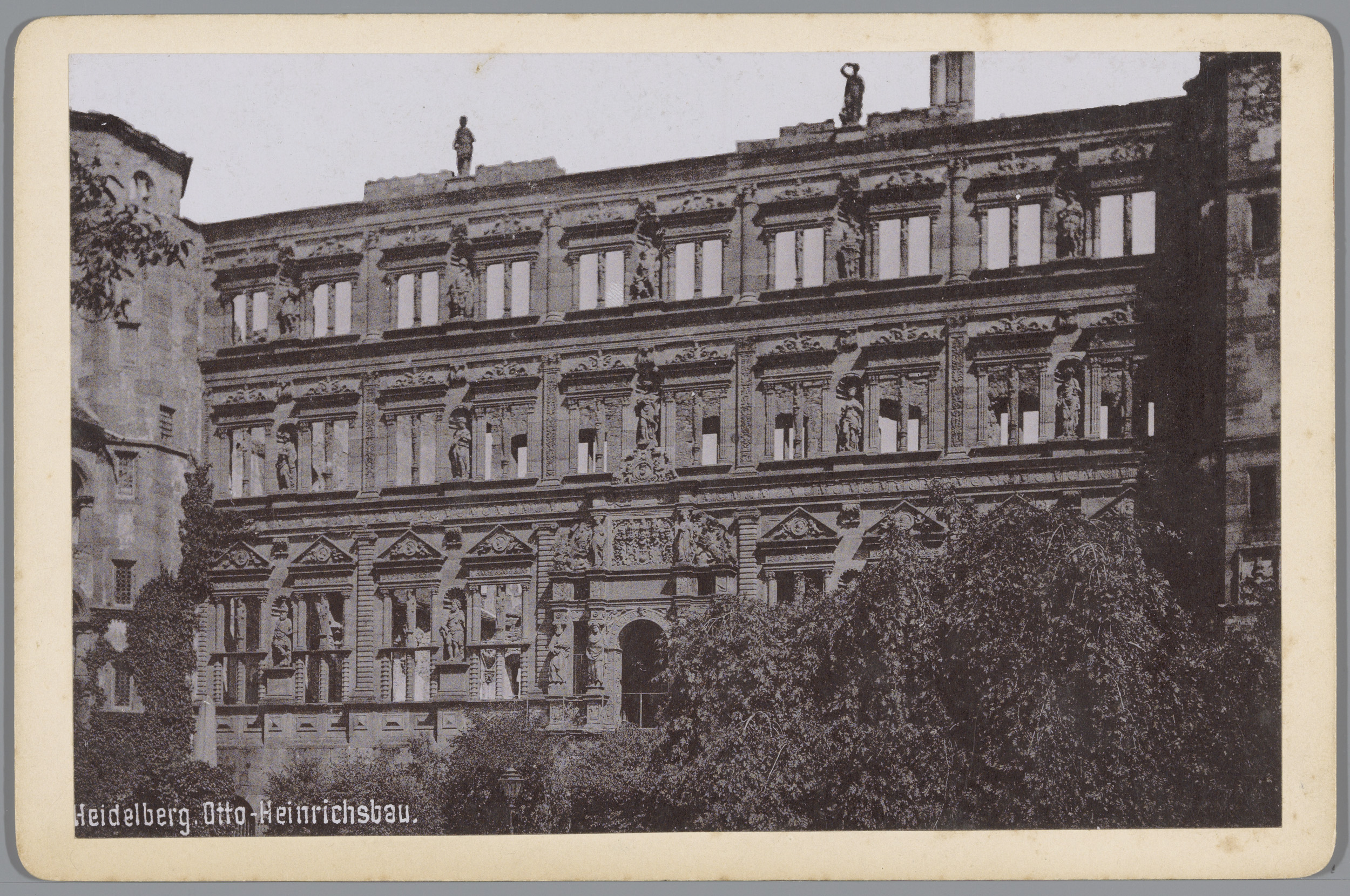
Historische Fotografie der Fassade aus dem späten 19. Jahrhundert

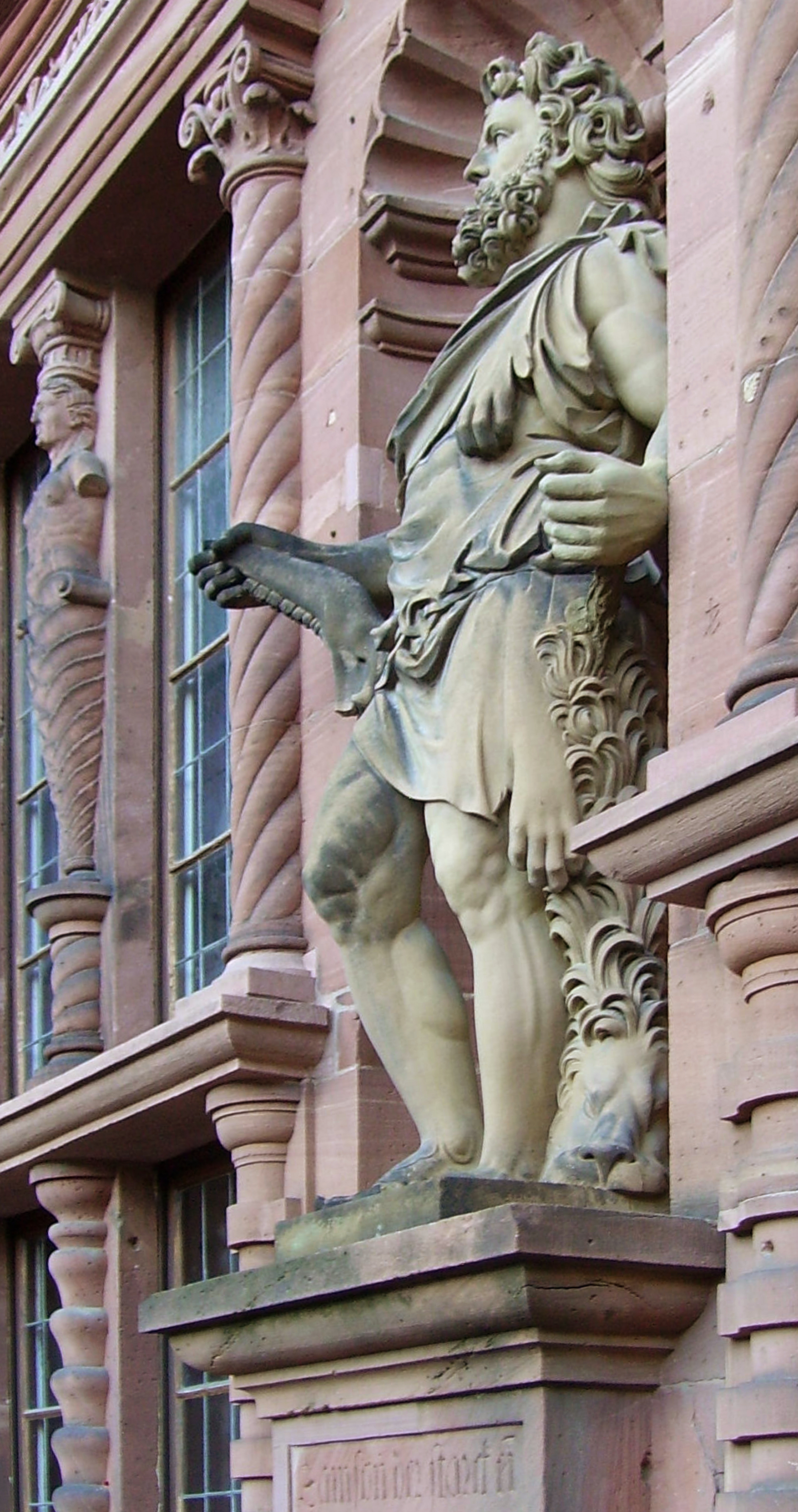
Samson aus Heilbronner Sandstein am Ottheinrichsbau

Die Standbilder der Schaufassade, die den äußeren Eindruck des Ottheinrichsbaus dominieren, sind (außer den vier Portalfiguren) allegorische Darstellungen und Gestalten aus dem Alten Testament und der antiken Götterwelt. Von letzteren hatte der Ottheinrichsbau noch im 18. Jahrhundert den Namen der heidnische Bau:
- Parterre: mythische Helden (Josua, Samson, Herakles und David) und römische Kaiser als Sinnbild politischer und militärischer Macht. In den Dreiecksgiebeln der Fenster befinden sich die Porträts berühmter Römer, die nach Vorlagen aus der Münzsammlung angefertigt wurden.
- 1. Geschoss: Tugenden eines christlichen Herrschers (Stärke, Glaube, Liebe, Hoffnung und Gerechtigkeit)
- 2. Geschoss und Dachzone: Personifikationen der sieben klassischen Planeten, Saturn, Mars, Venus, Merkur, Luna, Sol (Apollon) und Jupiter (die letzten beiden in der ehemaligen Dachzone).

Die vier Standbilder des Erdgeschosses werden durch Verse in deutscher Schrift erklärt:.
Der hertzog Josua / durch Gotteß macht Ein und dreissig kü / nig hat umbracht.
Samson der starck ein / Nasir Gotteß war Beschirmet Israhel / wol zwentzig Jar.
Joviß sun Herculeß / bin Ich genandt. Durch mein herliche / thaten wol bekandt.
David war ein Jüng / ling gehertzt und klug Dem frechen Goliath / den kopff abschlug.
Den Sinn dieses Figurenprogramms als bildlicher Fürstenspiegel erklärte der Heidelberger Archäologe Karl Bernhard Stark folgendermaßen:

„Wir sehen, die plastischen Darstellungen der Façade des Palastes bilden zusammen einen schönen Spiegel der fürstlichen Regierung. Auf der Kraft der Persönlichkeit, auf dem Heldenthum des Volkes baut sich sicher die fürstliche Gewalt auf; sie hat ihr Centrum in der Uebung der christlichen Tugenden vereint mit Stärke und Gerechtigkeit, sie steht endlich unter dem Einfluss höherer Potenzen, einer himmlischen Leitung, die sich im Lauf der Gestirne kundgibt.“

Die Kombination christlicher und antik-heidnischer Motive ist sorgsam gewählt und lässt sich als Verweis auf das Selbstverständnis Ottheinrichs als Kurfürst interpretieren. Die biblischen Vorbilder verweisen auf die Frömmigkeit des Herrschers, der sich als Schutzherr der Kirche verstand und in seinem Land für die Einführung der Reformation sorgte. Die griechisch-römischen Gottheiten und Personifikationen entsprechen den Vorstellungen des Renaissance-Humanismus und seinem Interesse an der klassischen Antike. Sie präsentieren Ottheinrich als Mäzen und Schutzherr von Kunst und Wissenschaft und setzen ihn damit auf eine Stufe mit dem römischen Kaiser Augustus, der in dieser Hinsicht als nachahmenswertes Vorbild galt.